# Relations entre Interpol et l'Union européenne
Les relations entre l'Organisation internationale de police criminelle (Interpol) et l'Union européenne sont l'ensemble des relations entretenue entre Interpol et l'Union européenne et ses institutions.

## Historique
Un bureau d'Interpol est accrédité par la Commission européenne en juillet 2008. L'année suivante, le 25 septembre 2009, le premier Représentant spécial de l'Union européenne, Pierre Reuland, prend ses fonctions.
Le 29 mars 2004, un accord de coopération entre la Banque centrale européenne et Interpol est signé, l'accord porte notamment sur la lutte « contre les menaces provenant du faux monnayage de l'euro en général ».
Un accord de siège entre la Belgique et Interpol est signé le 14 octobre 2014 à Lyon et le 24 octobre de la même année, cet accord précise les privilèges et immunités de la représentation spéciale auprès de l'Union.
En septembre 2016, Pierre Reuland est remplacé par Pierre St Hilaire, ancien Directeur du contre-terrorisme au sein d'Interpol.

## Représentants spéciaux
| Représentant permanent | Début du mandat | Fin du mandat | Nationalité     | Fonction précédente                        |
| ---------------------- | --------------- | ------------- | --------------- | ------------------------------------------ |
| Pierre Reuland         | septembre 2009  | août 2016     | luxembourgeoise |                                            |
| Pierre St Hilaire      | septembre 2016  | en cours      | américaine      | Directeur du contre-terrorisme d'Interpol. |

## Sources

## Compléments